# Schistidium alpicola
Schistidium alpicola är en bladmossart som först beskrevs av Ingebrigt Severin Hagen, och fick sitt nu gällande namn av Giacomini 1947. Schistidium alpicola ingår i släktet blommossor, och familjen Grimmiaceae. Inga underarter finns listade i Catalogue of Life.